# Glasenapp (adelsätt)
Glasenapp är namnet på en tysk adelsätt från Pommern, vilken spred sig till  Lettland, Estland, Ryssland, USA, Brasilien och Paraguay.
I mitten av 1500-talet flyttade Tönnies Glasenap till Livland, och ätten spred sig till Estland och lettland. Kända gods som ätten ägt i Estland är Krüdnersdorf, Salishof, Bentenhof, Loewenküll, Koik och Perrist, och i Lettland Ruthern, Senershof und Treppenhof.